# Loxilobus compactus
Loxilobus compactus är en insektsart som först beskrevs av Walker, F. 1871.  Loxilobus compactus ingår i släktet Loxilobus och familjen torngräshoppor. Inga underarter finns listade i Catalogue of Life.